# Patto di Roma
Il patto di Roma fu un patto firmato, durante la seconda guerra mondiale, tra gli esponenti dei maggiori partiti italiani con il quale venne istituito formalmente il sindacato italiano CGIL.
Esso dette rilievo all'unità di tutti i lavoratori italiani indipendentemente dalle opinioni politiche e dalle credenze religiose e costituì una vittoria significativa per la politica di cooperazione tra i partiti antifascisti.

## Storia

I vertici della CGIL unitaria Oreste Lizzadri (PSI), Achille Grandi (DC) e Giuseppe Di Vittorio (PCI) nel 1945.

Il patto venne firmato il 9 giugno 1944 da Giuseppe Di Vittorio per il PCI, Achille Grandi per la DC e da Emilio Canevari per la componente socialista; non poté firmarlo invece l'ex-segretario generale della CGdL, il sindacalista socialista Bruno Buozzi, che pure aveva partecipato sin dall'inizio alle trattative per la sua preparazione. Arrestato dai tedeschi e rinchiuso nella famigerata prigione di via Tasso, al momento dello fuga delle SS da Roma fu prelevato dal carcere con altri tredici prigionieri la notte del 3 giugno 1944 e trasferito in camion sulla via Cassia; nel pomeriggio del 4 giugno in località La Storta, a pochi chilometri da Roma, fu trucidato assieme ai suoi compagni con un colpo di pistola alla testa (fatto di sangue passato alla storia come l'eccidio de La Storta). Per onorarne la memoria, sul testo del Patto fu apposta la data del 3 giugno 1944, che si riteneva inizialmente fosse stato l'ultimo giorno di vita di Buozzi 

## Il testo
Gli esponenti delle principali correnti sindacali dei lavoratori italiani - comunista, democratico cristiano e socialista - dopo un largo scambio di vedute sul problema sindacale nell'Italia liberata dall'invasore tedesco e dai suoi complici fascisti;
convinti che l'unità sindacale di tutti i lavoratori senza distinzione di opinioni politiche e di fede religiosa, fosse lo strumento più efficace per il potenziamento dell'organizzazione del lavoro, onde assicurare la più efficace difesa degli interessi economici e morali dei lavoratori stessi e garantire il loro apporto più efficiente all'opera immane di ricostruzione del Paese (opera che sarà necessariamente imperniata sulle forze del lavoro) di pieno ed unanime accordo dichiarano:
1) di realizzare l'unità sindacale, mediante la costituzione, per iniziativa comune, di un solo organismo confederale per tutto il territorio nazionale, denominato CONFEDERAZIONE GENERALE ITALIANA DEL LAVORO; d'una sola Federazione Nazionale per ogni ramo di attività produttiva; d'una sola Camera Confederale del Lavoro, in ogni Provincia; d'un solo Sindacato locale e provinciale per ogni ramo o categoria d'attività produttiva;
2) lasciando impregiudicate tutte le altre questioni relative all'orientamento generale dell'organizzazione, alla sua struttura definitiva, alla compilazione del progetto di statuto (questioni che saranno esaminate con una larga partecipazione dei militanti sindacali d'ogni corrente e con i dirigenti del movimento sindacale libero già operante nel Mezzogiorno), la unità sindacale viene immediatamente realizzata sui seguenti punti generali:
a) la C.G.I.D.L. fondata sul principio della più ampia democrazia interna. Tutte le cariche sociali, pertanto, in ogni grado dell'organizzazione, debbono essere elette dal basso, rispettivamente dalla assemblea generale del sindacato locale e dalle assemblee di delegati regolarmente eletti. In ognuno degli organismi dirigenti, dal vertice alla base, deve essere assicurata la partecipazione proporzionale delle minoranze.
b) In tutte le organizzazioni della C.G.I.D.L deve essere assicurata la massima libertà d'espressione a tutti gli aderenti e praticato il rispetto reciproco di ogni opinione politica e fede religiosa.
c) La C.G.I.D.L. è indipendente da tutti i partiti politici. Essa si assocerà, ogni volta che lo ritenga opportuno, all'azione dei partiti democratici che sono espressione di masse lavoratrici, sia per la salvaguardia e lo sviluppo delle libertà popolari, sia per la difesa di determinati interessi dei lavoratori e del Paese.
3) Le correnti sindacali nominate costituiscono la Direzione provvisoria dell'organizzazione che viene così composta: un Comitato Direttivo Provvisorio di 15 membri, 5 per ciascuno delle tre correnti; una Segreteria Generale Provvisoria con poteri esecutivi, di tre membri, uno per ciascuna delle tre correnti.
Questa Direzione Provvisoria sarà allargata con l'inclusione di esponenti del movimento sindacale libero operante nel Mezzogiorno e successivamente coi rappresentanti delle regioni che saranno liberate - mantenendo l'uguale proporzione fra le tre correnti - e durerà in carica sino al primo congresso confederale che dovrà tenersi al più presto possibile. Con lo stesso criterio verranno formate le direzioni provvisorie delle federazioni nazionali e delle C.C.D.L. provinciali. Nelle province e nelle categorie in cui esistono altre correnti sindacali aventi seguito effettivo fra le masse; una rappresentanza di esse sarà chiamata a far parte della Direzione Provvisoria Camerale e Federale. Queste Direzioni resteranno in carica sino al primo congresso della rispettiva organizzazione.
A Segretari Generali vengono nominati: On. Emilio Canevari, On. Giuseppe Di Vittorio, On. Achille Grandi, che entrano subito in funzione.
La Direzione Provvisoria della C.G.I.D.L. si pone i seguenti obiettivi immediati:
- 1. promuovere l'organizzazione e l'inquadramento del movimento sindacale in tutte le regioni liberate, in uno con la vigorosa difesa degli interessi urgenti dei lavoratori;
- 2. sostenere con tutte le proprie forze la guerra di liberazione nazionale onde affrettare la liberazione totale del Paese, condizione pregiudiziale per la realizzazione dei postulati dei lavoratori;
- 3. assicurare il massimo collegamento con le masse lavoratrici delle regioni occupate per aiutarle con mezzi adeguati nella loro lotta;
- 4. studiare tutte le iniziative atte a preparare ed effettuare la ricostruzione del Paese nel pieno riconoscimento dei diritti del lavoro;
- 5. elaborare un piano di ricostruzione del movimento cooperativo, ispirato alle nuove esigenze poste dalla situazione;
- 6. preparare un piano di trasformazione del sistema e degli istituti di previdenza sociale, rivendicandone alla C.G.I.D.L. la Direzione;
- 7. rivendicare ed assumere la proprietà di tutti i beni già appartenenti alle disciolte Organizzazioni fasciste;
- 8. rivendicare dallo Stato il risarcimento dei fondi sottratti dai fascisti alle vecchie organizzazioni libere, da prelevarsi dal ricavo della confisca degli illeciti patrimoni degli ex capi fascisti.

## I vertici della CGIL unitaria
L'on. Emilio Canevari fu poi sostituito da Oreste Lizzadri che rappresentò la componente socialista nella CGIL unitaria fino al giugno 1947, quando fu sostituito da Fernando Santi alla guida dei sindacalisti socialisti.
Grandi rimase nella segreteria della CGIL unitaria fino alla sua morte, il  28 settembre 1946.
Di Vittorio fu rieletto ripetutamente segretario della CGIL, sia del sindacato unitario - nel I Congresso nazionale a Firenze il 1-7 giugno 1947 e nel II Congresso nazionale a Genova il 4-9 ottobre 1949, sia nella CGIL post scissioni del 1950, fino alla sua morte, il 3 novembre 1957.